# طاووس لانگیمکولا (پروانه)
طاووس لانگیمکولا (نام علمی: Papilio longimacula) گونه‌ای پروانه است از سرده پروانه‌های پاپیلیو و خانواده پروانه‌های دم‌چلچله‌ای. زیستگاه این حشره کشور چین است.